# 유증철회
유증 철회(Ademption)란 피상속인이 재산을 유증하기로 하였는데 재산이 멸실되거나 제3자에게 이전된 경우를 말한다. 
유언자가 구체적인 물건을 유증한 경우, 그 물건이 유언자의 사망 전에 멸실되거나 물건이 더 이상 유언자의 재산에 속하지 않는 경우, 유증은 무효가 되며 피유증인은 그 물건을 받지 못한다. 

## 참고 문헌
- 명순구, 현대 미국 신탁법, 세창출판사, 2005 ISBN 978-89-8411-124-0
- 임채웅 역, 미국 신탁법 : 유언과 신탁에 대한 새로운 이해, 박영사, 2011 ISBN 978-89-6454-628-4